# Luzonflugsnappare
Luzonflugsnappare (Ficedula disposita) är en fågel i familjen flugsnappare inom ordningen tättingar.

## Utseende och läte
Luzonflugsnapparen är mörkbrun ovan, undertill vit med ett grått band över bröstet. På stjärten syns roströda yttre stjärtpennor och ett svart ändband. Sången består av en varierad fras med tre visslade toner, med den mellersta lägst: "piii puu piiit!".

## Utbredning och systematik
Fågeln återfinns i bergsskogar på norra delen av ön Luzon i norra Filippinerna. Den behandlas som monotypisk, det vill säga att den inte delas in i några underarter.

## Status
Luzonflugsnapparen har ett rätt litet utbredningsområde, men beståndet är stabilt. Internationella naturvårdsunionen IUCN kategoriserar arten som livskraftig.